# Стелс, Стейн
Стейн Стелс (нидерл. Stijn Steels); (род. 21 августа 1989, Гент, Фламандский регион) — бельгийский профессиональный трековый и шоссейный велогонщик, выступающий за команду мирового тура «Deceuninck-Quick Step». Племянник бельгийского профессионального велогонщика Тома Стелса.

## Карьера
Стейн Стелс стал профессиональным велогонщиком в 2013 году, среди его результатов – подиум на классике Схал Селс  в 2016 году, 3-е место на этапе Тура Валлонии в 2019 году. В 2019 году подписал контракт с командой мирового тура Deceuninck-Quick Step, контракт рассчитан на два года (2020 и 2021).
Стейн Стелс: «Ещё в детстве я одевался в велоформу этой команды, так что моя мечта стала реальностью. Я смогу выступать с Тимом Деклерком и Ивом Лампартом, они мои лучшие друзья. Мы знаем друг друга 15 лет, поэтому будет интересно выступать в одной команде, а также работать с моим дядей Томом Стелсом. Работать с ним – лучшее, что может быть, потому что у нас очень близкие отношения.  На проконтинентальном уровне, где я выступал последние несколько лет,  я всегда старался быть хорошим помощником моим лидерам. Надеюсь выполнять такую же работу на уровне Мирового тура».

## Достижения

### Трек
2006
1-й  Чемпион Бельгии - мэдисон (юниоры)
1-й  Чемпион Бельгии - командная гонка преследования (юниоры)
2007
1-й  Чемпион Бельгии - омниум (юниоры)
1-й  Чемпион Бельгии - индивидуальная гонка преследования (юниоры)
1-й  Чемпион Бельгии - командный спринт (юниоры)
1-й  Чемпион Бельгии - мэдисон (юниоры)
2018
3-й Чемпионат Бельгии - гонка по очкам

### Шоссе
2010
2-й Дварс дор хет Хагеланд
4-й Grote Prijs Stad Geel
2011
9-й Ronde de l'Isard — Генеральная классификация
2012
4-й Flèche Ardennaise
2013
3-й Антверпсе Хавенпейл
6-й Тур Кёльна
2014
1-й  Три дня Де-Панне — Спринтерская классификация
7-й Polynormande
2015
1-й Dwars door de Vlaamse Ardennen
2016
1-й Grand Prix de la Ville de Lillers
3-й Схал Селс
2017
8-й Схал Селс
2019
6-й Мемориал Рика Ван Стенбергена